# Estádio Adolfo Konder
Estádio Adolfo Konder também conhecido com Campo da Liga, Pasto do Bode ou Majestoso, foi um estádio de futebol inaugurado em 11 de março de 1930, localizado em Florianópolis e pertencente ao Governo do Estado de Santa Catarina. Foi a primeira praça desportiva do estado de Santa Catarina. O estádio foi demolido em 1982 e em seu lugar foi construído o Beira Mar Shopping.
O estádio pertencia ao governo do estado até os anos 70, e por isso não apenas o Avaí jogava ali, mas também outras equipes da capital, incluindo seu rival Figueirense Futebol Clube. O Figueira jogou no Campo da Liga até os anos 60, quando passou para seu estádio próprio, o Estádio Orlando Scarpelli. Já o Avaí, que se tornou o único mandante do estádio desde então, jogou no Adolfo Konder até o início do anos 80, quando também teve o seu estádio, a Ressacada, construída.
Era localizado entre a avenida Mauro Ramos e as ruas Bocaiúva, Altamiro Guimarães e Demétrio Ribeiro, no Centro, em um terreno de 15.000 m² onde atualmente encontra-se o Beiramar Shopping.

## História

### Época antecessora
No terreno onde viria a ser inaugurado o Estádio Adolfo Konder, por cerca de quinze anos já era utilizado para a prática do futebol. No ano de 1915, o Sport Club Palmeiras, fundado no mesmo ano, utilizou o terreno de cerca de quinze mil metros quadrados para sediar seus jogos e assim impulsionar a rivalidade com o Club Sportivo Florianópolis (ex-Anita Garibaldi, fundado em 14 de julho de 1912), que também era proprietário de um campo de futebol.
Até neste momento, o campo era localizado entre as ruas Brusque (atual Altamiro Guimarães), Heitor Luz (atual Rua Bocaiuva), e o que hoje é a Rua Rafael Bandeira (ainda inexistente). Nessa época, existia ali o bairro São Luiz, junto à Praia de Fora (atual Beira Mar Norte). Neste campo, era realizada a maioria dos jogos de futebol da cidade, até que surgiu, em 1915, o Ginásio Santa Catarina (atual Colégio Catarinense).
Foi neste mesmo local que se iniciou a história do Estádio que viria a se tornar o símbolo do desporto catarinense por mais de cinco décadas.

### Estádio Adolfo Konder
O Clube de Regatas Aldo Luz (nome de um filho de Hercílio Luz, ex-governador do Estado) dizia-se dono da área onde se localizaria o estádio. Mais tarde, começou a ser divulgado que o terreno pertencia à Irmandade do Senhor Jesus dos Passos.
E foi com a Irmandade que o então governador do estado de Santa Catarina Nereu Ramos negociou a área em 1937, permutando o local por uma obra no Hospital de Caridade de Florianópolis. Foi então que o governo do estado realizou a obra de construção do estádio, entre os anos de 1929 e 1930. No jogo de inauguração, em 11 de março de 1930, o Avaí derrotou o Tamandaré por 3 a 0, tendo o atacante Sabas marcado o primeiro gol da história do estádio.
De qualquer forma, desde sua inauguração, o estádio sempre esteve sob responsabilidade da Liga Santa Catarina de Desportos Terrestres (atual Federação Catarinense de Futebol), surgindo aí a denominação de "Campo da Liga".
Moradores das redondezas diziam que a pessoa responsável por cuidar do estádio e do campo, de vez em quando, colocava umas cabras e cabritos para aparar a grama. Mas a denominação de "Pasto do Bode" veio nos anos 1970, depois da divulgação de uma foto armada, com um bode alugado, colocado no campo para pastar.
Os jogos até os anos 1950 eram disputados no período da tarde, visto que o estádio não possuía sistema de iluminação. Nessa época, não era de se estranhar a presença de vários funcionários públicos nos jogos. Estes trocavam as repartições pelas arquibancadas do Adolfo Konder. Estes jogos à tarde foram apelidados de "jogos do paletó" pois muitos funcionários deixavam o paletó em sua cadeira na repartição pública e iam aos jogos. Houve casos de fotos dos jogos revelarem pessoas que tinham se ausentado à tarde em razão de "doença" ou motivo de "força maior", neste caso o futebol.

### Propriedade do Avaí FC
Mais tarde, o então deputado federal Fernando José Caldeira Bastos, que foi presidente do Avaí por dois mandatos, criou uma lei para que o estado doasse o estádio ao Avaí, e, em 1973, o projeto de lei 80/72 foi à votação nas Comissões de Justiça e Finanças e teria que ser aprovado por unanimidade para que fosse sancionado. Na época, um então deputado do MDB, torcedor do rival Figueirense, decidiu não votar a favor do projeto de lei. Foi então que o itajaiense Delfim de Pádua Peixoto Filho, que posteriormente seria presidente da Federação Catarinense de Futebol, convenceu o colega da necessidade de sua aprovação, e o mesmo aceitou-a.
Aprovado o projeto em reunião conjunta, depois pela Comissão de Viação, foi decretada pela Assembleia e sancionada pelo governador Colombo Salles, no dia 18 de setembro de 1972, a Lei 4781, que autorizava a alienação do imóvel denominado "Estádio Adolpho Konder" em favor do Avaí Futebol Clube. A lei entrou em vigor no dia 27 daquele mês.
Nessa tradicional praça desportiva aconteceram momentos históricos, como o jogo do dia 31 de março de 1971, entre o Avaí e o Santos de Pelé, que terminou com vitória do time paulista por 2 a 1 e com o público recorde registrado no estádio de 19 985 pessoas. Foi a única partida disputada por Pelé na capital catarinense. O Santos recebeu cerca de setenta mil cruzeiros para disputar a partida, e a arrecadação chegou a aproximadamente 115 mil cruzeiros. O jogo virou o livro Um Jogo Inesquecível, escrito pelo jornalista Polidoro Júnior.
Foi ali que se deu também a partida com maior número de gols da história do futebol catarinense, em 13 de maio de 1945: Avaí 21×3 Paula Ramos.

### O fim
O Adolfo Konder passou a pertencer ao Avaí, mas a sua estrutura, já precária para os padrões da época, não poderia ser melhorada naquele pequeno espaço de apenas quinze mil metros quadrados. A infraestrutura das ruas e as novas edificações nas imediações do estádio impediam a sua expansão. Mas, devido a sua ótima localização, o terreno onde ele se localizava tinha um ótimo valor imobiliário.
Até que, no ano de 1980, foi feita outra permuta. O grupo econômico Kobrasol Empreendimentos Indústria Ltda. (formado pelas empresas Koerich, Brasilpinho e Cassol) ficou com o terreno para a edificação de um shopping, em troca da construção do Estádio da Ressacada, que seria disponibilizado ao Avaí e foi inaugurado em 15 de novembro de 1983. O antigo campinho do Palmeiras, depois Campo da Liga e Estádio Adolpho Konder, não pertencia mais ao futebol florianopolitano, e seu novo dono transformaria seus 15 030 metros quadrados no primeiro shopping center da Ilha. Ao Avaí, uma nova, moderna e vasta praça esportiva, quase oito vezes maior que o antigo Pasto do Bode, próximo ao aeroporto Hercílio Luz.
A última partida oficial disputada no Adolfo Konder foi no dia 12 de outubro de 1983, entre Avaí e Joinville, e terminou em 0 a 0. No dia 3 de outubro de 1983, ainda ocorreu um jogo amistoso entre os times máster do Avaí e do Figueirense.